# Randy Pepper
| (35352) Texas               | 7. August 1997 | [1] |
| - [1] mit William G. Dillon |                |     |

Randy Pepper ist ein US-amerikanischer Amateurastronom und Asteroidenentdecker. Er ist Mitbegründer des Fort Bend Astronomy Club in Stafford im US-Bundesstaat Texas.
Im Rahmen seiner Beobachtungen entdeckte er am George-Observatorium in Needville in Texas zwischen 1996 und 1997 zusammen seinem Kollegen William G. Dillon insgesamt 2 Asteroiden.